# 克雷斯塔湖

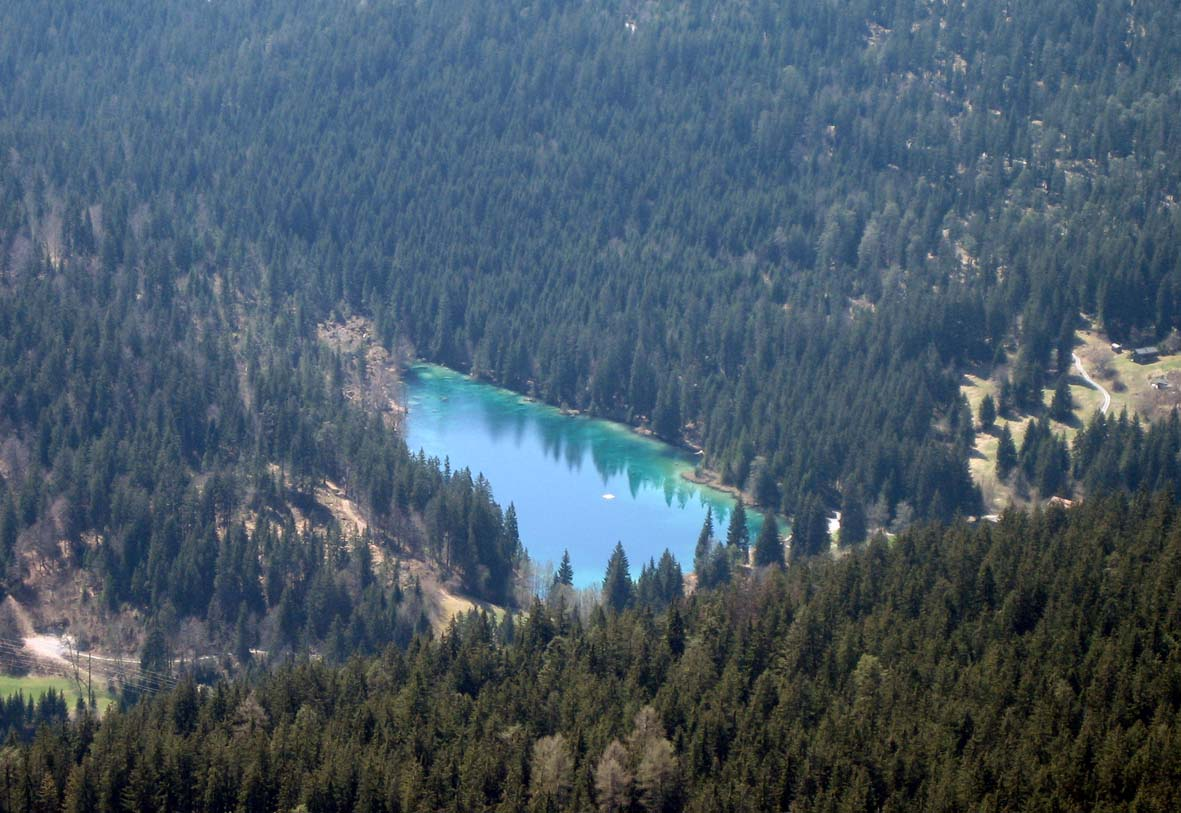

克雷斯塔湖（Crestasee），是瑞士的湖泊，位於該國東南部，由格勞賓登州負責管轄，長0.3公里、寬0.1公里，面積0.05平方公里，海拔高度844米，最大水深14米。